# Dahmed Ould Teguedi
Dahmed Ould Teguedi (ur. 15 listopada 1984 w Nawakszut) – mauretański piłkarz występujący na pozycji pomocnika.

## Kariera klubowa
Ould Teguedi seniorską karierę rozpoczął w 2003 roku w zespole ASAC Concorde. Jego barwy reprezentował przez 4 lata. W 2007 roku odszedł do algierskiego MC Saïda z Championnat National. Przez 2 lata rozegrał tam 53 spotkania i zdobył 8 bramek. W 2009 roku odszedł do marokańskiego Olympic Safi, występującego w GNF 1. Po dwóch latach spędzonych w tym klubie, wrócił do Algierii, gdzie został graczem klubu CA Batna z Championnat National. Następnie wrócił do MC Saïda, a w 2013 przeszedł do Nasr Zem-Zem Nawakszut. W 2016 został zawodnikiem Nouakchott Kings. W 2017 zakończył w nim swoją karierę.

## Kariera reprezentacyjna
W reprezentacji Mauretanii Ould Teguedi zadebiutował w 2007 roku.